# 紫衣
紫衣（しい、しえ）は、紫色の衣服である。前近代の日本や中国では、高官が身に付けるべき高貴な色とされた。原則として庶民や低い位の官吏には着用できなかったが、特に許されることがあり、名誉とされた。

## 日本
日本において、高位者に紫衣を着用させる規定は、冠位十二階制の時代にさかのぼる可能性があるが、史料に明記はされず、断定はできない。大化3年（647年）の七色十三階冠で、大織と大繡が深紫、大紫が浅紫の服色を用いるよう定められた。これが踏襲され、養老律令では親王と一位の礼服・朝服の色が深紫衣で、四世までで二位から五位までの王と、二位から三位までの臣下・五世王は浅紫衣と定められた。これより下の位や、僧尼も含めた無位の人にとって、紫は服にして着ることができない禁色とされた。
奈良時代には、唐に渡った僧玄昉が、唐でも高官にのみ許されていた紫の袈裟を玄宗皇帝に与えられ、着用を許された。帰国後日本も玄昉に紫の袈裟を与えて着せた。続いて天平神護2年（766年）10月20日、称徳天皇が法花寺（法華寺）に仏舎利を収めるときに作った行列の参加者に、紫衣の着用が許された。特例として服色を紫にすることを許す勅は、宝亀8年（777年）6月1日に、病気の佐伯今毛人にかわって急遽遣唐使を率いることになった小野石根・大神末足に対しても下された。他方、五世王で五位だった豊前王が紫を着て糾弾され、緋に改めさせられたこともあり、禁色は厳格に守られていた。

## 朝鮮
新羅が法興王7年（520年）にはじめて服色の制度を定めたとき、最上位の太大角于から大阿飡までが紫衣と定められた。やはり臣下の最上位を紫とするもので、この制度は真徳女王2年（649年）に衣服を唐のものに改めるまで続いた。